# Stephan Mathieu
Stephan Mathieu (* 11. Oktober 1967 in Saarbrücken) ist ein deutscher Musiker und Klangkünstler.
Mathieus Arbeit basiert auf digitalen und analogen Bearbeitungstechniken. Er kreiert Audio-Installationen, Kompositionen im Bereich der Elektroakustik und lehrte zwischen 2000 und 2005 Digitale Kunst an der HBK Saar und als Gastdozent an der Royal Academy of Arts in Göteborg, der Bauhaus-Universität Weimar und der Merz-Akademie in Stuttgart.
Seine Kompositionen wurden seit 1999 auf zahlreichen Labels veröffentlicht, darunter 12k, Ritornell, Fällt oder Die Schachtel. Dabei arbeitete er u. a. mit Akira Rabelais, Taylor Deupree, David Sylvian, Robert Hampson (in der Formation Main) und Sylvain Chauveau zusammen. 2012 gründete er das Label „Schwebung“.
Seit 2017 veröffentlicht er keine eigene Musik mehr und betätigt sich als Mastering-Engineer in seinem eigenen Studio in Bonn.

## Diskografie (Auswahl)
- Before Nostromo | 24Bit Flac | Schwebung 2015
- Sacred Ground | 24Bit Flac | Schwebung 2014
- The Falling Rocket | 2LP | Dekorder, Hamburg 2013
- The Falling Rocket | 24Bit Flac | Schwebung 2013
- Un Cœur Simple | CD | Baskaru 2013
- mit David Sylvian: Wandermüde | CD | 2013
- mit Sylvain Chauveau: Palimpsest | LP | Schwebung 2012
- A Static Place | 2LP | Minority Records, Prag 2012
- mit David Maranha: Strings | LP | Crónica, Porto 2012
- mit Caro Mikalef: Radioland (Panorámica) | CD | Line, Washington 2012
- To Describe George Washington Bridge | 10 inch EP | Dekorder, Hamburg 2011
- A Static Place | CD | 12k, New York 2011
- Remain | CD | Line, Washington 2011
- The Key to the Kingdom | 10 inch EP | Dekorder, Hamburg 2009
- mit Taylor Deupree: Transcriptions | CD | Spekk, Tokio 2009
- Radioland | CD | Die Schachtel, Mailand 2008
- mit Janek Schaefer: Hidden Name | CD | Crónica, Porto 2006
- mit Akira Rabelais: “Perineum” | DVD | CONV, Madrid 2006
- The Sad Mac | CD | HEADZ, Tokio 2004
- On Tape | CD | Häpna, Stockholm 2004
- mit John Hudak: Pieces of Winter by John Hudak and Stephan Mathieu | CD | Sirr, Lissabon 2004
- Kapotte Muziek by Stephan Mathieu | CD | Korm Plastics, Nijmegen 2003
- mit Ekkehard Ehlers und Various Artists: Heroin | 2CD/2LP | Orthlorng Musork, San Francisco 2003
- Die Entdeckung des Wetters | CD | Lucky Kitchen, La Rioja 2002
- Full Swing Edits | 5 × 10 inch EP/CD | Orthlorng Musork, San Francisco 2001/2002
- Gigue | CD | Fällt Publishing, Belfast 2002
- frequencyLib | CD/LP | Ritornell, Frankfurt aM 2001
- Wurmloch Variationen | CD | Ritornell, Frankfurt aM 2000
- mit Stol: 001.010.011.100 | 12 inch EP | Kitty-Yo, Berlin 1998
- mit Stol: Semi Prima Vista | CD | Algen, Berlin 1994

## Klanginstallationen (Auswahl)
- Constellations | CosmoCaixa Science Museum Barcelona 2010
- Horatio Oratorio | Museu Serralves, Porto 2008
- „Die Sonne toent nach alter Weise“ / Play! | MUNLAB Ecomuseo, Gambiano 2006
- Strahlungsdichte | Aula Palatina, Trier 2005
- 8Bit Symphony | UNESCO-Kulturerbe Völklinger Hütte 2004
- Heller Raum | Rosa-Luxemburg-Platz, Berlin 2003
- Un oceano di milione di partecelle | UNESCO-Kulturerbe Völklinger Hütte 2002
- Vor „Vor der Stille“ | Museutopia, Karl-Ernst Osthaus Museum Hagen 2002
- 1745 | Impakt Festival, Utrecht 2002
- Die Entdeckung des Wetters | UNESCO-Kulturerbe Völklinger Hütte seit 2001
- Cars | Saarland Galerie, Saarbrücken, 2001
- Touch | Rotes Rathaus Berlin, 2001
- Betrieb | UNESCO-Kulturerbe Völklinger Hütte seit 2000
- Aussen | Innenstadt Saarbrücken 1998